# Mujib Kassim
Mujib Kassim (Adama, 19 ottobre 1995) è un calciatore etiope, attaccante del Bahir Dar Kenema.

## Carriera

### Club
Dopo varie stagioni trascorse in patria in prima divisione nell'estate del 2021 si è trasferito al JS Kabylie, club della prima divisione algerina.

### Nazionale
Debutta con la nazionale etiope il 7 giugno 2015 in occasione dell'amichevole persa 1-0 contro lo Zambia.
Il 23 dicembre 2021 viene incluso nella lista finale per la Coppa delle nazioni africane 2021.

## Statistiche
Statistiche aggiornate all'8 gennaio 2022.

### Cronologia presenze e reti in nazionale
| Cronologia completa delle presenze e delle reti in nazionale ― Etiopia | Cronologia completa delle presenze e delle reti in nazionale ― Etiopia | Cronologia completa delle presenze e delle reti in nazionale ― Etiopia | Cronologia completa delle presenze e delle reti in nazionale ― Etiopia | Cronologia completa delle presenze e delle reti in nazionale ― Etiopia | Cronologia completa delle presenze e delle reti in nazionale ― Etiopia | Cronologia completa delle presenze e delle reti in nazionale ― Etiopia | Cronologia completa delle presenze e delle reti in nazionale ― Etiopia |
| Data                                                                   | Città                                                                  | In casa                                                                | Risultato                                                              | Ospiti                                                                 | Competizione                                                           | Reti                                                                   | Note                                                                   |
| ---------------------------------------------------------------------- | ---------------------------------------------------------------------- | ---------------------------------------------------------------------- | ---------------------------------------------------------------------- | ---------------------------------------------------------------------- | ---------------------------------------------------------------------- | ---------------------------------------------------------------------- | ---------------------------------------------------------------------- |
| 7-6-2015                                                               | Addis Abeba                                                            | Etiopia                                                                | 0 – 1                                                                  | Zambia                                                                 | Amichevole                                                             | -                                                                      | 80’                                                                    |
| 4-7-2015                                                               | Nairobi                                                                | Kenya                                                                  | 0 – 0                                                                  | Etiopia                                                                | Qual. CHAN 2016                                                        | -                                                                      | 90’                                                                    |
| 28-8-2015                                                              | Kigali                                                                 | Ruanda                                                                 | 3 – 1                                                                  | Etiopia                                                                | Amichevole                                                             | -                                                                      |                                                                        |
| 3-9-2016                                                               | Auasa                                                                  | Etiopia                                                                | 2 – 1                                                                  | Seychelles                                                             | Qual. Coppa d'Africa 2017                                              | -                                                                      |                                                                        |
| 3-6-2017                                                               | Addis Abeba                                                            | Etiopia                                                                | 0 – 0                                                                  | Uganda                                                                 | Amichevole                                                             | -                                                                      | 46’                                                                    |
| 11-6-2017                                                              | Kumasi                                                                 | Ghana                                                                  | 5 – 0                                                                  | Etiopia                                                                | Qual. Coppa d'Africa 2019                                              | -                                                                      |                                                                        |
| 2-9-2018                                                               | Auasa                                                                  | Etiopia                                                                | 1 – 1                                                                  | Burundi                                                                | Amichevole                                                             | -                                                                      | 11’                                                                    |
| 4-8-2019                                                               | Dire Daua                                                              | Etiopia                                                                | 4 – 3                                                                  | Gibuti                                                                 | Qual. CHAN 2020                                                        | -                                                                      |                                                                        |
| 4-9-2019                                                               | Bahar Dar                                                              | Etiopia                                                                | 0 – 0                                                                  | Lesotho                                                                | Qual. Mondiali 2022                                                    | -                                                                      |                                                                        |
| 8-9-2019                                                               | Maseru                                                                 | Lesotho                                                                | 1 – 1                                                                  | Etiopia                                                                | Qual. Mondiali 2022                                                    | -                                                                      | 74’                                                                    |
| 22-9-2019                                                              | Macallè                                                                | Etiopia                                                                | 0 – 1                                                                  | Ruanda                                                                 | Qual. CHAN 2020                                                        | -                                                                      | 74’                                                                    |
| 13-10-2019                                                             | Bahar Dar                                                              | Etiopia                                                                | 0 – 1                                                                  | Uganda                                                                 | Amichevole                                                             | -                                                                      | 80’                                                                    |
| 19-10-2019                                                             | Kigali                                                                 | Ruanda                                                                 | 1 – 1                                                                  | Etiopia                                                                | Qual. CHAN 2020                                                        | -                                                                      | 89’                                                                    |
| 22-10-2020                                                             | Addis Abeba                                                            | Etiopia                                                                | 2 – 3                                                                  | Zambia                                                                 | Amichevole                                                             | -                                                                      | 46’                                                                    |
| 25-10-2020                                                             | Addis Abeba                                                            | Etiopia                                                                | 1 – 3                                                                  | Zambia                                                                 | Amichevole                                                             | -                                                                      | 67’                                                                    |
| 17-3-2021                                                              | Bahar Dar                                                              | Etiopia                                                                | 4 – 0                                                                  | Malawi                                                                 | Amichevole                                                             | -                                                                      | 46’                                                                    |
| 9-1-2022                                                               | Yaoundé                                                                | Etiopia                                                                | 0 – 1                                                                  | Capo Verde                                                             | Coppa d'Africa 2021 - 1º turno                                         | -                                                                      | 82’                                                                    |
| Totale                                                                 |                                                                        | Presenze                                                               | 17                                                                     |                                                                        | Reti                                                                   | 0                                                                      |                                                                        |